# CMA CGM Alexander von Humboldt
Pour les articles homonymes, voir Alexander von Humboldt (homonymie).
Le CMA CGM Alexander von Humboldt est un navire porte-conteneurs de la compagnie française CMA CGM qui en a pris livraison le 16 avril 2013.

## Caractéristiques
Ce navire est une version agrandie des navires de la classe CMA CGM Christophe Colomb. De même que ses sister-ships, il est équipé de systèmes anti-marées noires FOR Systems,.
Il a pour sister-ships le CMA CGM Jacques Cartier, le CMA CGM Jules Verne et le CMA CGM Marco Polo

### Dans la presse
- Le géant « CMA CGM Alexander von Humboldt » fait escale à Dunkerque